# Притерпа
Притерпа (біл. вёска Пріцерпа) — село в складі Березинського району Мінської області, Білорусь. Село підпорядковане Богушевицькій сільській раді, розташоване в східній частині області.